# Aleksandar Matanović
Aleksandar Matanović (in serbo Александар Матановић?; Belgrado, 23 maggio 1930 – 9 agosto 2023) è stato uno scacchista serbo, fino al 1992 jugoslavo.

## Biografia
Campione jugoslavo giovanile nel 1948, nel 1955 ottenne il titolo di Grande Maestro. Dopo essere stato 2º nel campionato jugoslavo nel 1951, 1956, 1959, lo vinse nel 1962, nel 1969 e nel 1978.
Ha partecipato a diversi tornei zonali e interzonali, occupando in questi ultimi posizioni di media classifica.
Matanović ha partecipato dal 1954 al 1972 a 11 Olimpiadi per la Jugoslavia, ottenendo 13 medaglie: 4 individuali (una d'oro in 4ª scacchiera a Siegen 1970, due d'argento e una di bronzo) e 9 di squadra (5 d'argento e 4 di bronzo). Ha giocato 146 partite col risultato complessivo di + 61 = 73 – 12 (66,8 %).
Nei tornei è stato 1º ad Abbazia nel 1953, 2º a Belgrado nel 1954, 1º ad Amburgo e 2º-3º a Zagabria nel 1955; 1º a Beverwijk nel 1957; nel 1961 è stato 2º-5º a Mar del Plata, 2º-4º a Santa Fe, 1º-2º a Buenos Aires, 1º a Zevenaar; nel 1964 2º a Gerusalemme; nel 1965 2º-4º a Netanya.
Dal 1966 è il principale editore dell'Informatore Scacchistico, rivista semestrale di grande diffusione e molto popolare tra gli scacchisti di tutto il mondo. Con la collaborazione di molti grandi maestri ha pubblicato anche l'Enciclopedia delle aperture negli scacchi (spesso abbreviata in ECO: Encyclopaedia of Chess Openings) ovvero l'opera principale di classificazione delle aperture presenti nel gioco degli scacchi; costituisce il punto di riferimento per scacchisti e appassionati del gioco.
Al momento del decesso era il più anziano Grande maestro vivente